# Naitō Kiyokazu
Naitō Kiyokazu est un nom japonais traditionnel ; le nom de famille (ou le nom d'école), Naitō, précède donc le prénom (ou le nom d'artiste).
Naitō Kiyokazu (内藤 清枚, 25 septembre 1646 - 29 mai 1714) est un daimyo du début de l'époque d'Edo qui dirige le domaine de Takatō dans la province de Shinano, l'actuelle préfecture de Nagano.

## Source de la traduction
- (en) Cet article est partiellement ou en totalité issu de l’article de Wikipédia en anglais intitulé « Naitō Kiyokazu » (voir la liste des auteurs).